# Fair to Midland
Fair to Midland es un grupo de estadounidense de art rock y metal progresivo formado en 1998. Actualmente tienen un contrato con la Serjikal Strike Records, la compañía discográfica de Serj Tankian, cantante de System of a down. De acuerdo con la web oficial del grupo, su nombre proviene de «un antiguo juego de palabras texano con “caer en lo ordinario” (fair to middling)». El grupo ha producido dos discos autoeditados y un tercero, bajo la firma de Serjikal Strike Records, y actualmente se encuentran trabajando en un cuarto álbum de estudio.

## Historia

### Principios y ediciones independentes
Fair to Midland se formó en 1998 por los amigos Darroh Sudderth y Cliff Campbell. Después de su álbum debut en 2001, titulado The Carbon Copy Silver Lining, el batería original, Jason Pintler, dejó el grupo para que Brett Stowers, que entonces era el percusionista del grupo, ocupase su lugar. El segundo disco llevó el nombre de inter.funda.stufle, y con él Matt Langley se unió al grupo; Langley había participado ya en The Carbon Copy Silver Lining tocando el teclado anteriormente. inter.funda.stufle fue posteriormente reeditado en 2009, como parte del merchandising de su tienda online.

### Serjical Strike
Su segundo álbum y sus espectáculos de promoción llamaron la atención de Serj Tankian, y les ofreció firmar con su discográfica en 2006. The Drawn and Quartered EP fue editado por Serjikal Strike Records, e incluía entrevistas al grupo y algunas canciones de inter.funda.stufle, algunas de ellas en directo. 
En junio de 2007 se editó el álbum debut con una discográfica de Fair to Midland bajo el nombre Fables From a Mayfly: What I Tell You Three Times Is True. El grupo escogió algunos temas de su segundo álbum para volver a grabarlas en este, puesto que creían que estos podían salir muy beneficiados al ser regrabados bajo los mandos de un gran productor de la talla de David Bottrill.
En 2007, el propio Serj Tankian colaboró con ellos en el Coachella Valley Music and Arts Festival; en 2008, el grupo recorrió Estados Unidos dando conciertos junto al grupo 10 years, y posteriormente promocionó su disco en Europa teloneando al mismo Serj Tankian. También han compartido escenarios con artistas de la talla de Rage Against The Machine, Queens of the Stone Age, Smashing Pumpkins, Muse, Airbourne, Johnny Death, Eagles of Death Metal, Metallica, Disturbed y Motörhead entre muchos otros, en grandes festivales como el Rock am Ring y el Rock im Park, en 2007 y 2008 respectivamente.
Fair to Midland fueron los ganadores del premio del Dallas Observer Music Award al mejor metal durante dos años consecutivos, en 2007 y en 2008.

### Cuarto álbum de estudio
En agosto de 2008 Fair to Midland empiezan a escribir su cuarto álbum de estudio. En octubre, el baterista Brett Stowers confirmó en el foro de la página web oficial que ya tenían de 4 a 6 canciones en «varios estados de preparación», además de expresar que el grupo quería tomarse el tiempo necesario y lanzar el disco sólo cuando estuviese preparado. El 15 de noviembre del mismo año, el sitio de Fair to Midland en MySpace se actualizó con diversas fotos del grupo en el estudio. Tal y como se escribió en el foro, «el sonido parece estar moviéndose en una dirección un poco más oscura y cínica, probablemente resultado de 2 años de exposición a la carretera, aunque también tiene sus momentos buenos».
Durante el concierto especial que dieron en Dallas el 3 de enero de 2009, Fair to Midland hizo un adelanto de 3 canciones en directo bajo los títulos de «Rikki-Tikki-Tavi», «Musical Chairs» y «Pour the Coal to'er», una cara B de su tercer disco. Tal como se escribió en un artículo del Dallas Observer, las canciones fueron recibidas con especial entusiasmo por la multitud. Por su parte, «Rikki-Tikki-Tavi» fue descrita por el propio vocalista del grupo, Darroh Sudderth, como «un grupo de death metal interpretando su mejor Yellow Submarine».
En abril, el grupo inició una pequeña gira por Estados Unidos, incluyendo en sus directos algo de material inédito que se incluirá en el cuarto disco, entre las que destacaban «A loophole in Limbo» y «Bright Bulbs». 
El 29 de mayo de 2009, el twitter oficial de Fair to Midland informó de que las 3 canciones que adelantaron en el concierto del 3 de enero en Dallas estaban ya bajo preproducción.
En posteriores conciertos al 15 de agosto de 2009, Fair to Midland comenzó a incluir 7 canciones de su nuevo disco, formadas por las ya mencionadas anteriormente y «Uh-Oh» y «A Thirsty Fish».

## Miembros

### Actuales
- Darroh Sudderth — vocalista, banjo, mandolina[3]
- Cliff Campbell — guitarrista
- Brett Stowers — percusión (2001–2003), baterista (2003–actualidad)
- Matt Langley — tecladista (2002–actualidad)
- Jon Dicken — bajista (2005–actualidad)

### Antiguos
- Nathin Seals — bajista (1998–2005)
- Jason Pintler — baterista (1998–2003)

## Discografía

### De estudio
- 2001: The Carbon Copy Silver Lining
- 2004: inter.funda.stifle
- 2007: Fables from a Mayfly: What I Tell You Three Times Is True
- 2011: Arrows & Anchors

### EP
- 2006: The Drawn and Quartered EP

### Singles
| Año  | Título                              | Posición   | Posición       | Posición           | Posición   | Posición         | Posición | Álbum                                                     |
| Año  | Título                              | US Hot 100 | US Modern Rock | US Mainstream Rock | US Pop 100 | UK Singles Chart | Alemania | Álbum                                                     |
| ---- | ----------------------------------- | ---------- | -------------- | ------------------ | ---------- | ---------------- | -------- | --------------------------------------------------------- |
| 2007 | "Dance of the Manatee"              | -          | -              | 19                 | -          | -                | -        | Fables from a Mayfly: What I Tell You Three Times Is True |
| 2007 | "Tall Tales Taste Like Sour Grapes" | -          | -              | 38                 | -          | -                | -        | Fables from a Mayfly: What I Tell You Three Times Is True |

## Premios y nominaciones
| Año  | Premio          | Categoría   | Resultado |
| ---- | --------------- | ----------- | --------- |
| 2007 | Dallas Observer | Mejor metal | Ganador   |
| 2008 | Dallas Observer | Mejor metal | Ganador   |